# Коле Мароло (Кјети)
Коле Мароло (итал. Colle Marrollo) је насеље у Италији у округу Кјети, региону Абруцо.
Према процени из 2011. у насељу је живело 214 становника. Насеље се налази на надморској висини од 203 м.